# São Domingos (Portugiesisch-Timor)

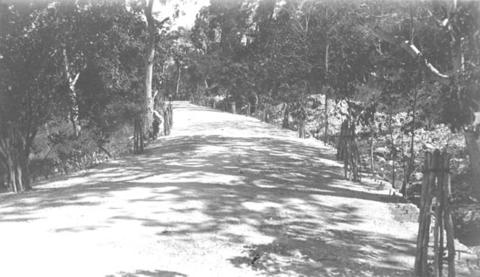
Straße in São Domingos (um 1940)

São Domingos war ein Verwaltungsbezirk (portugiesisch Circunscrição) der Kolonie Portugiesisch-Timor. Hauptstadt des Verwaltungsbezirks war die nach dem portugiesischen Diktator Salazar umbenannte Stadt Vila Salazar, das heutige Baucau.

## Geschichte
Im Januar 1934 wurde mit den Verwaltungsbezirken ein ziviles Verwaltungssystem in Portugiesisch-Timor eingeführt. Die bisherigen Militärkommandanturen (portugiesisch comandos militares) Baucau und Viqueque wurden vereinigt und erhielten 1936 den Namen „São Domingos“. Administrator war ab 1937 Manuel Jesus Pires.
Im Zweiten Weltkrieg besetzten die Japaner 1942 in der Schlacht um Timor die portugiesische Kolonie. Nach der Rückkehr der portugiesischen Kolonialverwaltung wurden zunächst alle Verwaltungseinheiten wieder zentral regiert. Am 18. Juli 1946 wurden die Verwaltungsstrukturen wieder in Kraft gesetzt und Baucau und Viqueque wieder voneinander in zwei eigenständige Verwaltungsbezirke getrennt.

## Geographie und Gliederung

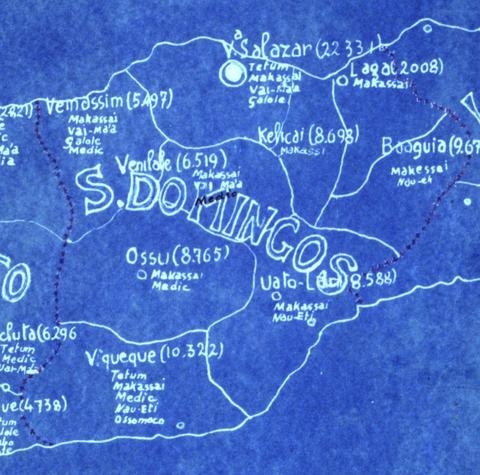
Historische Karte von São Domingos mit seinen Postos, deren Einwohnerzahlen und den dort gesprochenen Sprachen (Álbum Fontoura).

São Domingos reichte von der Straße von Wetar im Norden bis zur Timorsee im Süden. Östlich lag der Verwaltungsbezirk Lautém und westlich der Verwaltungsbezirk Manatuto.
São Domingos war in neun Postos aufgeteilt:
- Vila Salazar (22.331 Einwohner)
- Baguia (9.679)
- Laga (2.008)
- Kelicai (8.698)
- Vemassim (5.197)
- Venilale (6.519)
- Viqueque (10.322)
- Ossú (8.765)
- Uato Lári (8.588).

Erst nach dem Zweiten Weltkrieg kamen zu Viqueque die Postos Lacluta von Manatuto und Uato Lári von Lautém hinzu.